# London Grammar
London Grammar — британський музичний колектив, створений в 2009 році. До складу входять вокалістка Ганна Рід, гітарист Ден Ротман і мультиінструменталіст Домінік «Дот» Мейджор.

## Історія
Ганна Рід і Ден Ротман познайомилися в 2009 році і разом почали створювати музику; пізніше до них приєднався Дот Мейджор. Перші концерти вони давали в невеликих місцевих барах. У грудні 2012 року гурт розмістив у інтернеті пісню «Hey Now», що мала успіх у мережі. У лютому наступного року відбувся випуск міні-альбому Metal & Dust, який посів п'яте місце чарту iTunes Store в Австралії. У червні 2013 року тріо випустило сингл «Wasting My Young Years», який досяг 31-го чарту британського хіт-параду. У тому ж місяці відбувся реліз дебютного альбому колективу Disclosure під назвою "Settle", трек-лист якого включав в себе пісню «Help Me Lose My Mind», записану за участі London Grammar. Гурт випустив свою першу студійну роботу If You Wait 9 вересня 2013 року.

## Стиль
Музика London Grammar була описана як "поєднання атмосферних, ефірних та класичних звуків" з меланхолійною гітарою, ширяючим вокалом, жалібними текстами, яка часто демонструвала вплив тріп-хопу та денсу. Музичні критики у першу чергу звернули увагу на вокал співачки, який порівнювали з голосами Джесі Уер, Флоренс Уелч і Наташі Хан (Bat for Lashes), а в звучанні творочості London Grammar можна почути вплив гурту The xx.

## Дискографія
- Metal & Dust - EP (2013)
- If You Wait (2013)
- Truth Is a Beautiful Thing (2017)
- Californian Soil (2021)
- The Greatest Love (2024)